# 게일인
게일인(아일랜드어: Na Gaeil, 스코틀랜드 게일어: Na Gàidheil) 혹은 고이델(Goidels)이란 북서 유럽을 고향으로 삼는 민족 중 하나이다. 켈트어파의 일종인 게일어를 쓰는 사람들이 게일인이며, 게일어에는 아일랜드어, 맨어, 스코틀랜드 게일어가 포함된다. 아일랜드인 및 스코트인이 게일인과 동일한 것이라고 생각할 수도 있지만, 오늘날 그 국적 및 민족 분포는 다소 복잡하다.
게일어 및 게일 문화의 총본산은 아일랜드이며, 스코틀랜드 북서 해안 달 리어타 지역도 게일 문화권에 속한다. 중세 들어 스코틀랜드 전역과 맨섬에서도 게일어가 우세해졌다. 그러나 세월이 지나면서 점차 게일인들은 영국화되었고 게일어는 영어에 거의 축출되었다. 오늘날 게일인의 후손들은 거의 대부분 영국 및 북아메리카와 오세아니아에 살고 있다.